# 廖中山

1997年登上台灣最高峰玉山

廖中山（1934年—1999年10月7日），中華民國海軍軍官、國立海洋大學教授，和一群外省人張忠棟、戴鑑、陳師孟、夏子勛和美國台灣外省子弟台灣獨立支援會成員黃秀華、段震宇、郭樹人等共七十二人一起發起成立「外省人台灣獨立促進會」與「海洋台灣文教基金會」。

## 出身背景
河南省出身，1949年從軍報考孫立人將軍帶領的「陸軍訓練司令部」(簡稱「陸訓部」)，1950年隨陸戰隊撤退至臺灣高雄市左營區，並在部隊中辦理中國國民黨黨務。他抵臺前只唸過一年初中，因而於當兵期間自修在1955年以同等學力考進海軍軍官學校四十八年班，1959年畢。1963年以海軍中尉退役，在屏東縣立萬丹國民中學擔任教職。1968年轉高雄海事專科學校任教。1982年轉基隆市之國立海洋大學海運學院航海技術系任教。

## 思想轉變
廖中山於1965年和二二八事件受難者林界遺孤林黎彩結婚。1967年擔任航海人員，1992接觸海外的台獨人士，在台獨人士影響下開始反對中國國民黨。在六四事件惨剧发生后，廖中山也转变了对中华人民共和国的看法。
廖中山接觸到鄭南榕的《自由時代週刊》雜誌後，從強烈的大中國思想轉變為認同台灣，成為台獨的支持者。1987年到英國普理茅斯大學研究時，台灣陸續發生自由之愛、三七事件、六一二事件、岩灣事件、解嚴與開放兩岸探親等社會轉型變化；1988年返臺後開始四處聽演講，關心社運。1989年4月7日，鄭南榕為言論自由抗議自焚而逝。1992年2月，林黎彩到臺北地方法院按鈴控告前警總司令彭孟緝殺人棄屍。8月23日，一群外省人發起成立「外省人台灣獨立促進會」，廖中山被推選為第一任會長，提出「在台灣島上之所有住民不分背景早已是血濃於水、命運與共，各族應攜手合作為永世後代共建揚棄中國封建思想文化之新海洋國家」、「在台灣獨立建國的行列上，外省人不該缺席」等論點，並發表「認同台灣，別無祖國」的宣言，從此投入台灣獨立運動。1995年，廖中山發起成立「海洋台灣文教基金會」。
廖中山除了經常參加各種的抗議示威活動之外，也在TNT寶島新聲廣播電台主持廣播節目，以他一個「老芋仔」（台語意指「外省退伍軍人」）的身分，操著一口河南腔的國語夾雜著少許的台灣話，向聽眾宣揚台灣獨立建國主張。
1999年因癌症逝世。

## 外部連結
- 廖中山, 有愛的地方必有美 （页面存档备份，存于）
- 廖中山, 攀登玉山．愛我台灣
- 李筱峰, 台灣人的死與生--紀念廖中山教授逝世五週年, 自由時報, 2004年10月7日
- 懷念廖中山教授 （页面存档备份，存于）
- 懷念 廖中山老師 (Part 1 of 2)
- 懷念 廖中山老師 (Part 2 of 2)
- 海洋台灣文教基金會